# Sigma Lupi
Sigma Lupi (σ Lupi, förkortad Sigma Lup, σ Lup), som är stjärnans Bayer-beteckning, är en ensam stjärna i västra delen av stjärnbilden Vargen. Den har en skenbar magnitud av 4,42 och är synlig för blotta ögat där ljusföroreningar ej förekommer. Baserat på parallaxmätning inom Hipparcosuppdraget på ca 5,7 mas, beräknas den befinna sig på ett avstånd av ca 580 ljusår (176 parsek) från solen. Den ingår i undergruppen Upper Centaurus Lupus inom den närliggande Scorpius OB2-föreningen

## Egenskaper
Sigma Lupi är en blå till vit stjärna i huvudserien av spektralklass B1/B2 V. Den är en heliumstark stjärna med ett överskott av kväve och ett underskott av kol. Den har en massa som är ca 9 gånger solens massa, en radie som är ca 4,8 gånger solens radie och avger ca 5 800 gånger mer energi än solen från dess fotosfär vid en effektiv temperatur på ca 23 000 K. Ett magnetfält har observerats kring stjärnan med en polär fältstyrka på omkring 500 G och longitudinell variation med en amplitud på ca 100 G.
Sigma Lupi är en variabel stjärna av SX Arietis-typ (SXARI). Den varierar mellan skenbar magnitud +4,42 och 4,44 med en period av 3,01927 dygn. Detta tyder på att den är en snäv dubbelstjärna som bildar en roterande ellipsoidisk variabel, även om andra orsaker såsom rotationsmodulering inte kan uteslutas. Den visar en högfrekvent fotometrisk variabilitet med en frekvens av 10,93482 per dygn och en amplitud på 0,0031 enhet i skenbar magnitud,   men orsaken till detta är okänd.